# Michał Józef Trzeciak
Michał Józef Trzeciak herbu Strzemię (zm. w 1790 roku) – kasztelan owrucki w latach 1785-1787, chorąży kijowski w latach 1779-1784, chorąży żytomierski w latach 1775-1779, cześnik kijowski w latach 1762-1775, wojski kijowski w latach 1754-1762, podstarości grodzki żytomierski, podczaszy czernihowski w latach 1744-1754, namiestnik grodzki żytomierski.
Poseł i sędzia sejmowy na sejmie 1776 roku z województwa kijowskiego.